# Прицкер, Джей
Джей Артур Прицкер (англ. Jay Arthur Pritzker; 26 августа 1922, Чикаго, Иллинойс, США — 23 января 1999, там же) — американский бизнесмен, бывший совладельцем мировой сети отелей «Hyatt», филантроп, соучредитель престижной Прицкеровской премии за достижения в архитектуре.

## Биография
Из семьи еврейских эмигрантов из Российской империи. Дед Джея Прицкера — адвокат Николай Яковлевич Прицкер (1871—1956) — эмигрировал в Чикаго из Киева в 1881 году и приходился двоюродным братом русскому философу-экзистенциалисту Льву Исааковичу Шестову. Отец — Абрам Николас Прицкер, мать — Фэнни (девичья фамилия Доппельт).

## Премия
Джей Притцкер и его жена Мариан «Синди» (урожд. Френд) основали премию в области архитектуры в 1979 году, и она быстро завоевала статус премии, равной по престижности Нобелевской. Премиальный грант Притцкеровской премии — 100 тысяч долларов США. Лауреату премии также вручается бронзовая медаль.
Сегодня полноправным представителем премии выступает Томас Дж. Притцкер (род. 6 июня 1950), унаследовавший дела семьи, а главой жюри — лорд Ротшильд.

## Семья
Сегодня семья Притцкеров живёт в Чикаго — городе, в котором сформировалась целая архитектурная школа (Луис Салливан, Фрэнк Ллойд Райт, Людвиг Мис ван дер Роэ), члены которой, в свою очередь, во многом определили облик города.